# Halowe Mistrzostwa Świata w Lekkoatletyce 1999 – bieg na 800 m kobiet
Bieg na 800 m kobiet – jedna z konkurencji rozgrywanych podczas halowych mistrzostw świata w lekkoatletyce w 1999. Eliminacje odbyły się 5 marca, półfinały miały miejsce 6 marca, finał zaś został rozegrany 7 marca.
Do eliminacji zgłoszonych zostało 18 zawodniczek z 15 państw.
Zawody w tej konkurencji wygrała reprezentantka Czech Ludmila Formanová. Drugą pozycję zajęła zawodniczka z Mozambiku Maria Mutola, trzecią zaś reprezentująca Rosję Natalja Cyganowa.

## Wyniki

### Eliminacje
Źródło: 
Bieg 1
| Miejsce | Zawodniczka            | Państwo           | Wynik   | Uwagi |
| ------- | ---------------------- | ----------------- | ------- | ----- |
| 1.      | Ludmila Formanová      | Czechy            | 2:00,49 |       |
| 2.      | Natalja Cyganowa       | Rosja             | 2:00,77 |       |
| 3.      | Meredith Rainey-Valmon | Stany Zjednoczone | 2:01,41 |       |
| 4.      | Malin Ewerlöf          | Szwecja           | 2:02,23 | SB    |
| 5.      | Letitia Vriesde        | Surinam           | 2:02,51 |       |
| 6.      | Makiko Yoshida         | Japonia           | 2:15,65 |       |

Bieg 2
| Miejsce | Zawodniczka          | Państwo           | Wynik   | Uwagi |
| ------- | -------------------- | ----------------- | ------- | ----- |
| 1.      | Maria Mutola         | Mozambik          | 2:02,96 |       |
| 2.      | Hasna Benhassi       | Maroko            | 2:03,09 |       |
| 3.      | Natalla Duchnowa     | Białoruś          | 2:03,26 |       |
| 4.      | Michelle Di Muro-Ave | Stany Zjednoczone | 2:03,37 |       |
| 5.      | Nouria Mérah-Benida  | Algieria          | 2:03,43 |       |
| 6.      | Lwiza John           | Tanzania          | 2:05,38 |       |

Bieg 3
| Miejsce | Zawodniczka       | Państwo   | Wynik   | Uwagi |
| ------- | ----------------- | --------- | ------- | ----- |
| 1.      | Stephanie Graf    | Austria   | 2:04,45 |       |
| 2.      | Tamsyn Lewis      | Australia | 2:04,52 |       |
| 3.      | Natalja Goriełowa | Rosja     | 2:04,64 |       |
| 4.      | Tina Paulino      | Mozambik  | 2:05,66 |       |
| 5.      | Grace Birungi     | Uganda    | 2:06,52 |       |
| –       | Mardrea Hyman     | Jamajka   | DNF     |       |

### Półfinały
Źródło: 
Bieg 1
| Miejsce | Zawodniczka            | Państwo           | Wynik   | Uwagi |
| ------- | ---------------------- | ----------------- | ------- | ----- |
| 1.      | Ludmila Formanová      | Czechy            | 1:59,52 |       |
| 2.      | Natalja Cyganowa       | Rosja             | 1:59,96 |       |
| 3.      | Hasna Benhassi         | Maroko            | 2:00,30 |       |
| 4.      | Meredith Rainey-Valmon | Stany Zjednoczone | 2:00,75 |       |
| 5.      | Malin Ewerlöf          | Szwecja           | 2:01,93 | SB    |
| 6.      | Tamsyn Lewis           | Australia         | 2:02,42 | NR    |

Bieg 2
| Miejsce | Zawodniczka          | Państwo           | Wynik   | Uwagi |
| ------- | -------------------- | ----------------- | ------- | ----- |
| 1.      | Maria Mutola         | Mozambik          | 2:02,18 |       |
| 2.      | Stephanie Graf       | Austria           | 2:02,51 |       |
| 3.      | Natalla Duchnowa     | Białoruś          | 2:03,05 |       |
| 4.      | Nouria Mérah-Benida  | Algieria          | 2:03,10 |       |
| 5.      | Letitia Vriesde      | Surinam           | 2:03,50 |       |
| 6.      | Michelle Di Muro-Ave | Stany Zjednoczone | 2:04,77 |       |

### Finał
Źródło: 
| Miejsce | Zawodniczka            | Państwo           | Wynik   | Uwagi |
| ------- | ---------------------- | ----------------- | ------- | ----- |
| 01 !    | Ludmila Formanová      | Czechy            | 1:56,90 | CR    |
| 02 !    | Maria Mutola           | Mozambik          | 1:57,17 |       |
| 03 !    | Natalja Cyganowa       | Rosja             | 1:57,47 | NR    |
| 4.      | Meredith Rainey-Valmon | Stany Zjednoczone | 1:59,11 | PB    |
| 5.      | Hasna Benhassi         | Maroko            | 1:59,57 |       |
| 6.      | Stephanie Graf         | Austria           | 2:04,39 |       |